# Illustreret Tidende
Illustreret Tidende var et dansk ugeblad fra 1859 til 1924 med nyhedsstof, litteratur og underholdning fra hele verden. Indholdet var allerede fra begyndelsen en blanding af reportager og underholdende artikler. Det blev udgivet af Forlagsbureauet i Kjøbenhavn.
Det velrenommerede navn blev fra 1992 anvendt af Forlaget Palle Fogtdal i »Fogtdals Illustreret Tidende«, der var et populærvidenskabeligt historisk tidsskrift.

## Forbilleder og baggrund
Boghandlerne C.C. Lose og O.H. Delbanco var initiativtagerne til bladet, der skulle være "en ugentlig Beretning om vigtige Begivenheder og Nutidens Personligheder". De tilbød "Noveller, Fortællinger, Rejseskizzer samt Meddelelser henhørende under Videnskab, Litteratur, Konst og Industri". Delbanco blev dets anonyme redaktør, lejlighedsvis assisteret af Lose. Forbilledet var de nye illustrerede magasiner, der var begyndt at udkomme ude i verden som Illustrated London News. Baggrunden var de nye teknikker, der tillod billig reproduktion af billeder. I de første årtier kun med stregtegninger/stik og med xylografiet som det foretrukne medium. Mod slutningen af det 19. århundrede blev det også muligt at gengive fotografier, og de senere årgange af Illustreret Tidende er så godt som udelukkende illustreret med fotos. I 1880'erne begynde de nye metoder at gøre sig gældende. De nye teknikker gjorde mange af de gamle xylografer arbejdsløse.
Fra 1867 var Georg Brandes teateranmelder ved bladet, men han blev fyret af Delbanco i 1869, da redaktionen ikke delte Brandes' begejstring for de nye litteraturstrømninger. I stedet blev Carl Thrane anmelder. Fra 1884 til 1891 var Erik Skram teateranmelder.
Ret hurtigt fik bladet konkurrenter som Nær og Fjern (1872-80) og Ude og Hjemme (1877-84) med den konservative litterat Otto Borchsenius i front. Både den øgede konkurrence og Delbancos opmærksomhed på Det Moderne Gennembruds skikkelser gjorde, at han trak sig som redaktør i 1880.

## Betydning
Illustreret Tidendes betydning ligger i det store reportagestof, der bragte billeder og artikler fra alle egne af Danmark. Af særlig interesse er fx krigsreportager fra den dansk-tyske krig 1864. Illustreret Tidende bragte en overvældende  historisk og kulturhistorisk stofmængde især i de tidlige årgange.
H.C. Andersens Bispen paa Børglum og hans Frænde blev trykt første gang i Illustreret Tidende. Det var 27. januar 1861.
I 1897–1898 trykte Illustreret Tidende en række noveller af Johannes V. Jensen. De  indgik senere i novellesamlingen Himmerlandshistorier.

## Grafiske kunstnere
Fra 1859 til 1870 var Wilhelm Obermann leder af træsnitværkstedet. Han blev afløst af Georg Pauli, der i 1886 overtog bladet for egen regning. I 1892 købte han det og ledede dets redaktion fra 1903 til 1908, hvorefter han afhændede Illustreret Tidende.
Forlæggene kom i form af tegninger fra kendte kunstnere som Lorenz Frølich, Carl Bloch, Otto Bache, Julius Exner, nordmanden Hans Dahl (sv), og senere fra bl.a. Peter Tom-Petersen. Tegninger af dyr blev leveret af Alfred Hartvig, mens arkitekturtegninger ofte stammede fra C.V. Nielsens hånd. Forlæg til portrætterne af tidens kendte personer var udført af Anton Dorph og navnlig Henrik Olrik, der var bladets mest anvendte portrættegner. Humoristiske tegninger og tegninger af folkeliv stod Knud Gamborg for, mens marine- og naturbilleder var Karel Šedivýs speciale. Fra 1884 havde bladet gavn af hans bror, Franz Šedivý, kendt for mesterlige panoramaer fra København i fugleperspektiv.
Som xylograf til portrætter var H.P. Hansen en af de mest anvendte. En anden medarbejder var xylograf Bernhard Olsen. Andre mere perifere xylografer var Carl Leonard Sandberg (aktiv i 1874), J.L. Ridter (aktiv fra 1874).

## Redaktion
- 1859-1880 O.H. Delbanco
- 1880-1884 P. Hansen og C.C. Lose
- 1884-1892 Martinus Galschiøt
- 1892-1899 Einar Christiansen
- 1899-1900 L.C. Nielsen
- 1900-1903 Christian Gulmann
- 1903-1908 Georg Pauli
- 1904-1908 Helmer Lind
- 1908-1921 William Thulstrup (døde i embedet)
- 1921-1924 Holger Rørdam og Christen Fribert
- 1923-1924 Harald Witzansky